# Beautés vulgaires
Beautés vulgaires est un groupe de rock français, originaire de Toulouse, en Haute-Garonne. Leur style musical mêle ska, rock, reggae et chanson française. Le groupe met ses activités en arrêt en 2008.

## Biographie
Originaire de Toulouse, en Haute-Garonne, le groupe commence à prendre forme en 1995. Les Beautés vulgaires enchaînent les concerts avant de sortir un premier album, intitulé Des lyres et des boires, en 1998. Deux saxophones, deux guitares, une basse, une batterie et plusieurs voix viennent composer cette formation qui mélange rock, ska et reggae. Un album suit en 2001, Zoo de nuit. Enfin, après une tournée de plus de trois-cents dates, les Beautés vulgaires reviennent en 2003 avec Asile de flou.
Les Beautés vulgaires ont alors écumé les scènes de leur région et ont eu leurs deux premières expériences discographiques avant la rencontre avec le label Active Sound, le tourneur Bleu Citron et l’éditeur Warner Chappell qui vont amener le groupe au professionnalisme avec l’album Zoo de nuit (15 000 exemplaires vendus[réf. nécessaire]) avec notamment Perdre la raison, Les Dents de la mère Ica, Le con d’en face. C’est ce premier album qui ouvrira les portes des salles de concert et des disquaires de tout l'hexagone. En 2007, le groupe sort son avant-dernier album, À part ça, tout va bien..., qui atteint la 178e place des charts français.
Le groupe confirmera avec l’album Asile de flou, assurément plus mature. Nourri par leurs doutes, leurs interrogations et leurs expériences personnelles (L'Asile de flou, Un semblant d'humanité, Je m'emmerde…) et avec une production de qualité (réalisée par Christian Lachenal au Studio Polygone) l'album est digne des plus grandes maisons de disques. Le 13 septembre 2008, le groupe publie un communiqué annonçant qu'ils vont mettre « entre parenthèses » cette aventure musicale pour une durée indéterminée.

## Membres
- Alex — basse
- Clément — chant
- Régis — batterie
- Julien — batterie
- Sébastien — batterie
- Samuel — saxophone
- Punky — saxophone
- Sylvain — saxophone
- Ruben GUIU — trombone
- Nico — guitare
- Fred — guitare
- Nico — harmonica
- Jeremy — guitare, violon